# Operación MHCHAOS
La  Operación CHAOS u Operación MHCHAOS  (Criptónimo CIA con dígrafo MH de manejo de recurso humano) fue el nombre código de un proyecto de espionaje doméstico ( completamente prohibido por la Constitución de Estados Unidos ) conducido por su  Agencia Central de Inteligencia. Alguno autores la definen erróneamente como MKCHAOS, pero el dígrafo MK indica una operación del  Equipo de Servicios Técnicos.

## Desarrollo
Un departamento dentro de la CIA fue establecido en 1967 por órdenes del  Presidente de los Estados Unidos Lyndon B. Johnson y más tarde expandido por el presidente Richard Nixon. La operación fue lanzada durante el mandato del  Director de Inteligencia Central (DCI) Richard Helms,  por el Jefe de Contrainteligencia, James Jesus Angleton,  y dirigida por Richard Ober. Las metas del programa eran desenmascarar posibles influencias izquierdistas en los movimientos estudiantiles antibélicos. El dígrafo MH  en el criptónimo CIA indicaba que era un proyecto de manejo de recursos humanos de alcance global.

## Operaciones paralelas
Durante este tiempo, la Operación CHAOS hizo uso de todos los proyectos de vigilancia externos, pero para espiar a sus propios ciudadanos muchos de ellos manejados directamente por el Jefe de Seguridad de la CIA. Entre ellos estaban:
- HTLINGUAL - Dirigido a las cartas que transitaban entre Estados Unidos y la Unión Soviética , el programa involucraba la revisión de toda la correspondencia de individuos y organizaciones colocados en una lista negra.
- Proyecto 2 - Dirigido a infiltrar blancos de inteligencia foránea con agentes que posan como disidentes y los cuales, al igual que en CHAOS, habían colocado agentes dentro de las organizaciones radicales para entrenar y adquirir credenciales de disidente. Lee Harvey Oswald fue uno de sus agentes más famososs.[12]
- Proyecto MERRIMAC - Diseñado para infiltrar organizaciones radicales y antibélicas domésticas que eran vistos como amenazas a las propiedades de la CIA  o a su personal.
- Proyecto RESISTANCE - Trabajo con administradores de Universidades, agentes de seguridad de los campus y policía local para identificar a los activistas antibélicos y a los  disidentes sin ninguna infiltración propia.
- Servicio de contacto doméstico -Destinado a colectar información de inteligencia de norteamericanos fanáticos que delataban a sus vecinos, por creerlos comunistas.

## Historia
Cuando el presidente Nixon asumió en 1969, todas las operaciones de espionaje doméstico fueron integradas a la Operación CHAOS. La  Operación CHAOS primero usó las estaciones CIA globalmente para reportar a los ciudadanos norteamericanos que viajaban y presentaban y tenían posiciones opuestas al gobierno de ese país en materias fundamentalmente bélicas, utilizando vigilancia física y electrónica  secretamente, utilizando "servicios de enlace" para mantener esta vigilancia.  Las operaciones más tarde se expandieron a más de 60 oficiales de caso. En 1969, siguiendo a esta expansión, a operación empezó a desarrollar su propia red de informantes para infiltrar grupos antibélicos foráneos, ya en países extranjeros que tuvieran lazos con grupos internos.  El más famoso de ellos fue  Charles Horman quien fue ejecutado tras el Golpe de Estado del 11 de septiembre de 1973  en  Chile, tras tener contactos con agentes de la Oficina de Inteligencia Naval. Eventualmente, los oficiales de la CIA expandirían el programa para incluir a cualquier organización de la contracultura, aunque no tuviese relación alguna con la Guerra de Vietnam,  como las  feministas. El espionaje doméstico de la Operación CHAOS también apuntó a la embajada de Israel y todos los grupos de poder ligados al Lobby judío, como el  B'nai B'rith. Para obtener inteligencia desde la embajada y desde el B'nai B'rith, la CIA compró una compañía de basura para recolectar todos los documentos que fueran destruidos y hacer perfiles de los empleados.
Blancos específicos de la Operación CHAOS dentro del movimiento antibélico incluían:
- Students for a Democratic Society
- Partido Pantera Negra
- Women Strike for Peace
- Contracultura

Oficialmente los reportes se hacían en individuos que tenían contactos  "ilegales y subversivos" con ciudadanos norteamericanos descontentos y  "elementos foráneos"  los cuales  "iban desde contactos casuales a individuos que seguían las directivas de los partidos ciegamente." A su fin,  la Operación CHAOS contenía fichas acabadas de al menos 7,200 ciudadanos de Estados Unidos, y una base de datos que totalizaba  300,000 civiles y 1,000 grupos. Los resultados iniciales de las investigaciones llevaron al DCI Richard Helms  a avisar al entonces Presidente Johnson el 15 de noviembre de 1967,  que la agencia había encontrado que «no había ninguna evidencia de contactos entre los líderes de los movimientos pacifistas norteamericanos con gobiernos foráneos, ya sea en embajadas dentro de Estados Unidos o por viajes de los líderes al exterior.» Helms repitió esta aseveración en 1969. Un total de 6 reportes fueron reunidos para la  Casa Blanca y 34 para oficiales del  Gabinete de los Estados Unidos.

## Legado
En 1973, con el surgimiento del  Escándalo Watergate, que involucró a dos agentes CIA y todos eran miembros de la Operación 40 de la CIA, la Operación CHAOS fue cerrada. La naturaleza secreta de este programa finalmente fue expuesta por el periodista  Seymour Hersh en un artículo del New York Times titulado Huge CIA Operation Reported in US Against Antiwar Forces, Other Dissidents in Nixon Years el 22 de diciembre de 1974.  Al año siguiente las revelaciones continuaron por la  Representante Bella Abzug del Subcomité de Información del Gobierno y Derechos Individuales. El gobierno, en respuesta a estas revelaciones, lanzó la  Comisión presidencial acerca de las actividades de la CIA dentro de Estados Unidos (Comisión Rockefeller), conducida por el entonces  vicepresidente Nelson Rockefeller, para investigar el grado y la intensidad de la violación de los derechos individuales de privacidad. Richard Cheney, entonces  jefe de Gabinete de la Casa Blanca, afirmó respecto a dicha comisión  (Rockefeller):

Hay que prevenir  " ... los esfuerzos de congreso para exceder sus atribuciones e ingresar en las del ejecutivo.
 Richard Cheney

 La operación resultó en la acumulación impropia de información de inteligencia
DCI George H. W. Bush